# Polycentridae
Polycentridae – rodzina słodkowodnych ryb z rzędu okoniokształtnych (Perciformes).

## Występowanie
Zachodnia Afryka i Ameryka Południowa.

## Klasyfikacja
Rodzaje zaliczane do tej rodziny:
Afronandus – Monocirrhus – Polycentropsis – Polycentrus